# 박경선
박경선은 대한민국의 텔레비전 드라마 작가이다. 

## 주요 작품
- 2009년 KBS1 TV 문학관 《사람의 아들》 ... 각색
- 2010년 KBS2 드라마스페셜 《락 Rock 樂》 ... 집필
- 2023년 KBS2 드라마 《두뇌공조》 ... 집필